# Liste des monuments historiques protégés en 1907
Cet article recense les monuments historiques français classés en 1907.

## Protections
| Édifice                                                                                 | Commune                       | Département           | Région                     | Protection | Base Mérimée                         | Coordonnées                        | Image |
| --------------------------------------------------------------------------------------- | ----------------------------- | --------------------- | -------------------------- | ---------- | ------------------------------------ | ---------------------------------- | ----- |
| Église Saint-Pierre de Larnas                                                           | Larnas                        | Ardèche               | Auvergne-Rhône-Alpes       | classé     | « PA00116722 », notice no PA00116722 | 44° 26′ 57″ nord, 4° 36′ 00″ est   |       |
| Église Saint-Pierre de Sauveplantade                                                    | Rochecolombe                  | Ardèche               | Auvergne-Rhône-Alpes       | classé     | « PA00116755 », notice no PA00116755 | 44° 31′ nord, 4° 26′ est           |       |
| Église Saint-Pierre-aux-Liens de Ruoms                                                  | Ruoms                         | Ardèche               | Auvergne-Rhône-Alpes       | classé     | « PA00116762 », notice no PA00116762 | 44° 27′ 13″ nord, 4° 20′ 27″ est   |       |
| Église Saint-Sauveur des Salelles                                                       | Les Salelles                  | Ardèche               | Auvergne-Rhône-Alpes       | classé     | « PA00116812 », notice no PA00116812 | 44° 25′ 04″ nord, 4° 06′ 15″ est   |       |
| Église Notre-Dame-de-l'Annonciation de Vinezac                                          | Vinezac                       | Ardèche               | Auvergne-Rhône-Alpes       | classé     | « PA00116854 », notice no PA00116854 | 44° 32′ 21″ nord, 4° 19′ 31″ est   |       |
| Église Saint-Julien d'Axiat                                                             | Axiat                         | Ariège                | Occitanie                  | classé     | « PA00093771 », notice no PA00093771 | 42° 46′ 57″ nord, 1° 45′ 28″ est   |       |
| Croix de Daumazan-sur-Arize                                                             | Daumazan-sur-Arize            | Ariège                | Occitanie                  | classé     | « PA00093786 », notice no PA00093786 | 43° 08′ 17″ nord, 1° 19′ 05″ est   |       |
| Église de l'Exaltation-de-la-Sainte-Croix de Daumazan-sur-Arize                         | Daumazan-sur-Arize            | Ariège                | Occitanie                  | classé     | « PA00093787 », notice no PA00093787 | 43° 08′ 40″ nord, 1° 18′ 27″ est   |       |
| Ancienne cathédrale Saint-Maurice de Mirepoix                                           | Mirepoix                      | Ariège                | Occitanie                  | classé     | « PA00093826 », notice no PA00093826 | 43° 05′ 15″ nord, 1° 52′ 27″ est   |       |
| Église Saint-Jean-Baptiste de Saint-Jean-de-Verges                                      | Saint-Jean-de-Verges          | Ariège                | Occitanie                  | classé     | « PA00093907 », notice no PA00093907 | 43° 00′ 47″ nord, 1° 36′ 37″ est   |       |
| Église Saint-Ybars de Saint-Ybars                                                       | Saint-Ybars                   | Ariège                | Occitanie                  | classé     | « PA00093916 », notice no PA00093916 | 43° 14′ 17″ nord, 1° 23′ 09″ est   |       |
| Église Saint-Étienne                                                                    | Bar-sur-Seine                 | Aube                  | Grand Est                  | classé     | « PA00078045 », notice no PA00078045 | 48° 06′ 54″ nord, 4° 22′ 32″ est   |       |
| Église Saint-Pierre-aux-Liens                                                           | Brienne-la-Vieille            | Aube                  | Grand Est                  | classé     | « PA00078059 », notice no PA00078059 | 48° 22′ 25″ nord, 4° 31′ 46″ est   |       |
| Église Saint-Luc                                                                        | La Chapelle-Saint-Luc         | Aube                  | Grand Est                  | classé     | « PA00078073 », notice no PA00078073 | 48° 19′ 26″ nord, 4° 02′ 50″ est   |       |
| Église Saint-Georges                                                                    | Chavanges                     | Aube                  | Grand Est                  | classé     | « PA00078080 », notice no PA00078080 | 48° 30′ 29″ nord, 4° 34′ 24″ est   |       |
| Église Saint-Aventin                                                                    | Creney-près-Troyes            | Aube                  | Grand Est                  | classé     | « PA00078094 », notice no PA00078094 | 48° 19′ 59″ nord, 4° 07′ 39″ est   |       |
| Église Saint-Quentin                                                                    | Dienville                     | Aube                  | Grand Est                  | classé     | « PA00078099 », notice no PA00078099 | 48° 20′ 57″ nord, 4° 31′ 55″ est   |       |
| Église de la Nativité-de-la-Vierge                                                      | Les Noës-près-Troyes          | Aube                  | Grand Est                  | classé     | « PA00078169 », notice no PA00078169 | 48° 18′ 07″ nord, 4° 02′ 31″ est   |       |
| Église Saint-Pierre                                                                     | Vendeuvre-sur-Barse           | Aube                  | Grand Est                  | classé     | « PA00078297 », notice no PA00078297 | 48° 14′ 06″ nord, 4° 27′ 56″ est   |       |
| Croix de fer                                                                            | Belpech                       | Aude                  | Occitanie                  | classé     | « PA00102559 », notice no PA00102559 | 43° 11′ 53″ nord, 1° 44′ 59″ est   |       |
| Église Saint-Vincent                                                                    | Carcassonne                   | Aude                  | Occitanie                  | classé     | « PA00102594 », notice no PA00102594 | 43° 12′ 53″ nord, 2° 21′ 03″ est   |       |
| Église Saint-Pierre                                                                     | Chalabre                      | Aude                  | Occitanie                  | classé     | « PA00102650 », notice no PA00102650 | 42° 58′ 56″ nord, 2° 00′ 22″ est   |       |
| Château de Quéribus                                                                     | Cucugnan                      | Aude                  | Occitanie                  | classé     | « PA00102667 », notice no PA00102667 | 42° 50′ 13″ nord, 2° 37′ 17″ est   |       |
| Pont de l'Abbaye                                                                        | Lagrasse                      | Aude                  | Occitanie                  | classé     | « PA00102720 », notice no PA00102720 | 43° 05′ 32″ nord, 2° 37′ 06″ est   |       |
| Château de Puivert                                                                      | Puivert                       | Aude                  | Occitanie                  | classé     | « PA00102872 », notice no PA00102872 | 42° 55′ 16″ nord, 2° 03′ 18″ est   |       |
| Hôtel Laval-Castellane, puis collège des Jésuites, actuellement siège du Museon Arlaten | Arles                         | Bouches-du-Rhône      | Provence-Alpes-Côte d'Azur | classé     | « PA00081126 », notice no PA00081126 | 43° 40′ 36″ nord, 4° 37′ 33″ est   |       |
| Croix du cimetière                                                                      | Luc-sur-Mer                   | Calvados              | Normandie                  | classé     | « PA00111513 », notice no PA00111513 | 49° 18′ 30″ nord, 0° 21′ 25″ ouest |       |
| Abbaye Saint-Pierre de Cellefrouin                                                      | Cellefrouin                   | Charente              | Nouvelle-Aquitaine         | classé     | « PA00104267 », notice no PA00104267 | 45° 53′ 28″ nord, 0° 23′ 29″ est   |       |
| Église Saint-Vivien de Charras                                                          | Charras                       | Charente              | Nouvelle-Aquitaine         | classé     | « PA00104284 », notice no PA00104284 | 45° 32′ 34″ nord, 0° 24′ 59″ est   |       |
| Église Saint-Georges de Richemont                                                       | Cherves-Richemont             | Charente              | Nouvelle-Aquitaine         | classé     | « PA00104298 », notice no PA00104298 | 45° 43′ 07″ nord, 0° 21′ 35″ ouest |       |
| Église Saint-Barthélémy de Confolens                                                    | Confolens                     | Charente              | Nouvelle-Aquitaine         | classé     | « PA00104327 », notice no PA00104327 | 46° 01′ 07″ nord, 0° 40′ 08″ est   |       |
| Église Saint-Pierre de Feuillade                                                        | Feuillade                     | Charente              | Nouvelle-Aquitaine         | classé     | « PA00104369 », notice no PA00104369 | 45° 36′ 26″ nord, 0° 28′ 18″ est   |       |
| Église Saint-Cybard de Magnac-sur-Touvre                                                | Magnac-sur-Touvre             | Charente              | Nouvelle-Aquitaine         | classé     | « PA00104407 », notice no PA00104407 | 45° 39′ 54″ nord, 0° 14′ 22″ est   |       |
| Église Saint-Gervais-Saint-Protais de Pérignac                                          | Pérignac                      | Charente              | Nouvelle-Aquitaine         | classé     | « PA00104453 », notice no PA00104453 | 45° 27′ 51″ nord, 0° 04′ 37″ est   |       |
| Église Saint-André d'Annepont                                                           | Annepont                      | Charente-Maritime     | Nouvelle-Aquitaine         | classé     | « PA00104592 », notice no PA00104592 | 45° 50′ 43″ nord, 0° 36′ 51″ ouest |       |
| Église Notre-Dame d'Authon-Ébéon                                                        | Authon-Ebéon                  | Charente-Maritime     | Nouvelle-Aquitaine         | classé     | « PA00104606 », notice no PA00104606 | 45° 50′ 07″ nord, 0° 24′ 35″ ouest |       |
| Église Notre-Dame de Berneuil                                                           | Berneuil                      | Charente-Maritime     | Nouvelle-Aquitaine         | classé     | « PA00104617 », notice no PA00104617 | 45° 38′ 36″ nord, 0° 36′ 06″ ouest |       |
| Église de la Trinité de Bignay                                                          | Bignay                        | Charente-Maritime     | Nouvelle-Aquitaine         | classé     | « PA00104620 », notice no PA00104620 | 45° 55′ 01″ nord, 0° 36′ 03″ ouest |       |
| Église Saint-Eutrope de Biron                                                           | Biron                         | Charente-Maritime     | Nouvelle-Aquitaine         | classé     | « PA00104622 », notice no PA00104622 | 45° 34′ 10″ nord, 0° 28′ 34″ ouest |       |
| Église Saint-Pierre de Bois                                                             | Bois                          | Charente-Maritime     | Nouvelle-Aquitaine         | classé     | « PA00104624 », notice no PA00104624 | 45° 29′ 18″ nord, 0° 35′ 55″ ouest |       |
| Église Saint-Nazaire de Corme-Royal                                                     | Corme-Royal                   | Charente-Maritime     | Nouvelle-Aquitaine         | classé     | « PA00104659 », notice no PA00104659 | 45° 44′ 44″ nord, 0° 48′ 42″ ouest |       |
| Église Saint-Vivien d'Écoyeux                                                           | Ecoyeux                       | Charente-Maritime     | Nouvelle-Aquitaine         | classé     | « PA00104678 », notice no PA00104678 | 45° 49′ 20″ nord, 0° 30′ 19″ ouest |       |
| Église Saint-Vivien de Geay                                                             | Geay                          | Charente-Maritime     | Nouvelle-Aquitaine         | classé     | « PA00104696 », notice no PA00104696 | 45° 52′ 19″ nord, 0° 45′ 53″ ouest |       |
| Église Notre-Dame de La Jarne                                                           | La Jarne                      | Charente-Maritime     | Nouvelle-Aquitaine         | classé     | « PA00104773 », notice no PA00104773 | 46° 07′ 40″ nord, 1° 04′ 20″ ouest |       |
| Église Sainte-Marie de Lonzac                                                           | Lonzac                        | Charente-Maritime     | Nouvelle-Aquitaine         | classé     | « PA00104782 », notice no PA00104782 | 45° 35′ 45″ nord, 0° 23′ 41″ ouest |       |
| Église Saint-Pierre de Marsilly                                                         | Marsilly                      | Charente-Maritime     | Nouvelle-Aquitaine         | classé     | « PA00104793 », notice no PA00104793 | 46° 13′ 50″ nord, 1° 08′ 16″ ouest |       |
| Église Saint-Nazaire de Migron                                                          | Migron                        | Charente-Maritime     | Nouvelle-Aquitaine         | classé     | « PA00104807 », notice no PA00104807 | 45° 48′ 13″ nord, 0° 23′ 51″ ouest |       |
| Église Saint-Martin de Nieul-lès-Saintes                                                | Nieul-lès-Saintes             | Charente-Maritime     | Nouvelle-Aquitaine         | classé     | « PA00104827 », notice no PA00104827 | 45° 45′ 34″ nord, 0° 43′ 59″ ouest |       |
| Église Saint-Pierre de Pérignac                                                         | Pérignac                      | Charente-Maritime     | Nouvelle-Aquitaine         | classé     | « PA00104836 », notice no PA00104836 | 45° 37′ 30″ nord, 0° 27′ 49″ ouest |       |
| Église Saint-Sauveur                                                                    | La Rochelle                   | Charente-Maritime     | Nouvelle-Aquitaine         | classé     | « PA00104881 », notice no PA00104881 | 46° 09′ 31″ nord, 1° 09′ 02″ ouest |       |
| Abbaye de Sablonceaux                                                                   | Sablonceaux                   | Charente-Maritime     | Nouvelle-Aquitaine         | classé     | « PA00105156 », notice no PA00105156 | 45° 43′ 02″ nord, 0° 52′ 41″ ouest |       |
| Église Saint-Georges de Saint-Georges-de-Poisieux                                       | Saint-Georges-de-Poisieux     | Cher                  | Centre-Val de Loire        | classé     | « PA00096886 », notice no PA00096886 | 46° 41′ 16″ nord, 2° 28′ 44″ est   |       |
| Château Bécharie                                                                        | Uzerche                       | Corrèze               | Nouvelle-Aquitaine         | classé     | « PA00099945 », notice no PA00099945 | 45° 25′ 24″ nord, 1° 33′ 46″ est   |       |
| Église Notre-Dame                                                                       | Auxonne                       | Côte-d'Or             | Bourgogne-Franche-Comté    | classé     | « PA00112083 », notice no PA00112083 | 47° 11′ 38″ nord, 5° 23′ 17″ est   |       |
| Église Saint-Jean-Evangeliste                                                           | Bard-le-Régulier              | Côte-d'Or             | Bourgogne-Franche-Comté    | classé     | « PA00112096 », notice no PA00112096 | 47° 08′ 40″ nord, 4° 18′ 57″ est   |       |
| Halle aux grains                                                                        | Nolay                         | Côte-d'Or             | Bourgogne-Franche-Comté    | classé     | « PA00112572 », notice no PA00112572 | 46° 57′ 07″ nord, 4° 38′ 00″ est   |       |
| Église Saint-Briac                                                                      | Bourbriac                     | Côtes-d'Armor         | Bretagne                   | classé     | « PA00089035 », notice no PA00089035 | 48° 28′ 26″ nord, 3° 11′ 14″ ouest |       |
| Église Notre-Dame de Bulat                                                              | Bulat-Pestivien               | Côtes-d'Armor         | Bretagne                   | classé     | « PA00089044 », notice no PA00089044 | 48° 25′ 45″ nord, 3° 19′ 52″ ouest |       |
| Église Notre-Dame-du-Tertre                                                             | Châtelaudren                  | Côtes-d'Armor         | Bretagne                   | classé     | « PA00089061 », notice no PA00089061 | 48° 32′ 28″ nord, 2° 58′ 23″ ouest |       |
| Église Saint-Malo                                                                       | Dinan                         | Côtes-d'Armor         | Bretagne                   | classé     | « PA00089076 », notice no PA00089076 | 48° 27′ 17″ nord, 2° 02′ 46″ ouest |       |
| Église Notre-Dame                                                                       | Grâces                        | Côtes-d'Armor         | Bretagne                   | classé     | « PA00089173 », notice no PA00089173 | 48° 33′ 28″ nord, 3° 11′ 10″ ouest |       |
| Église Saint-Martin                                                                     | Lamballe                      | Côtes-d'Armor         | Bretagne                   | classé     | « PA00089224 », notice no PA00089224 | 48° 28′ 24″ nord, 2° 31′ 07″ ouest |       |
| Église Saint-Jean-du-Baly                                                               | Lannion                       | Côtes-d'Armor         | Bretagne                   | classé     | « PA00089266 », notice no PA00089266 | 48° 43′ 57″ nord, 3° 27′ 36″ ouest |       |
| ossuaire                                                                                | Lanrivain                     | Côtes-d'Armor         | Bretagne                   | classé     | « PA00089289 », notice no PA00089289 | 48° 20′ 47″ nord, 3° 12′ 47″ ouest |       |
| Église Notre-Dame-de-la-Cour et croix de calvaire                                       | Lantic                        | Côtes-d'Armor         | Bretagne                   | classé     | « PA00089296 », notice no PA00089296 | 48° 35′ 54″ nord, 2° 53′ 51″ ouest |       |
| Calvaire du Saint-Esprit                                                                | Léhon                         | Côtes-d'Armor         | Bretagne                   | classé     | « PA00089302 », notice no PA00089302 | 48° 26′ 43″ nord, 2° 03′ 36″ ouest |       |
| Croix de cimetière de Pleubian                                                          | Pleubian                      | Côtes-d'Armor         | Bretagne                   | classé     | « PA00089433 », notice no PA00089433 | 48° 50′ 32″ nord, 3° 08′ 24″ ouest |       |
| Église Notre-Dame                                                                       | Plouaret                      | Côtes-d'Armor         | Bretagne                   | classé     | « PA00089453 », notice no PA00089453 | 48° 36′ 43″ nord, 3° 28′ 23″ ouest |       |
| Chapelle de Kermaria an Iskuit                                                          | Plouha                        | Côtes-d'Armor         | Bretagne                   | classé     | « PA00089487 », notice no PA00089487 | 48° 41′ 06″ nord, 2° 58′ 33″ ouest |       |
| Église Notre-Dame de Runan et cimetière                                                 | Runan                         | Côtes-d'Armor         | Bretagne                   | classé     | « PA00089576 », notice no PA00089576 | 48° 41′ 38″ nord, 3° 12′ 49″ ouest |       |
| Église Saint-Gilles d'Argenton-les-Vallées                                              | Argenton-Château              | Deux-Sèvres           | Nouvelle-Aquitaine         | classé     | « PA00101176 », notice no PA00101176 | 46° 59′ 04″ nord, 0° 26′ 47″ ouest |       |
| Église Notre-Dame de Clussais-la-Pommeraie                                              | Clussais-la-Pommeraie         | Deux-Sèvres           | Nouvelle-Aquitaine         | classé     | « PA00101221 », notice no PA00101221 | 46° 11′ 49″ nord, 0° 02′ 53″ est   |       |
| Église Notre-Dame de Maisonnay                                                          | Maisonnay                     | Deux-Sèvres           | Nouvelle-Aquitaine         | classé     | « PA00101251 », notice no PA00101251 | 46° 11′ 20″ nord, 0° 03′ 39″ ouest |       |
| Église Saint-Génard de Saint-Génard                                                     | Saint-Génard                  | Deux-Sèvres           | Nouvelle-Aquitaine         | classé     | « PA00101336 », notice no PA00101336 | 46° 11′ 16″ nord, 0° 07′ 54″ ouest |       |
| Église Saint-Maixent de Sainte-Soline                                                   | Sainte-Soline                 | Deux-Sèvres           | Nouvelle-Aquitaine         | classé     | « PA00101366 », notice no PA00101366 | 46° 14′ 47″ nord, 0° 02′ 09″ est   |       |
| Église Saint-Junien de Vaussais                                                         | Sauzé-Vaussais                | Deux-Sèvres           | Nouvelle-Aquitaine         | classé     | « PA00101371 », notice no PA00101371 | 46° 08′ 05″ nord, 0° 06′ 26″ est   |       |
| Maladrerie                                                                              | Coulounieix-Chamiers          | Dordogne              | Nouvelle-Aquitaine         | classé     | « PA00082507 », notice no PA00082507 | 45° 10′ 28″ nord, 0° 43′ 12″ est   |       |
| Croix de Lizine                                                                         | Lizine                        | Doubs                 | Bourgogne-Franche-Comté    | classé     | « PA00101660 », notice no PA00101660 | 47° 03′ 21″ nord, 5° 59′ 35″ est   |       |
| Allée couverte de Dampsmesnil                                                           | Dampsmesnil                   | Eure                  | Normandie                  | classé     | « PA00099385 », notice no PA00099385 | 49° 10′ 31″ nord, 1° 39′ 01″ est   |       |
| Ancien palais épiscopal (musée d'Évreux)                                                | Évreux                        | Eure                  | Normandie                  | classé     | « PA00099405 », notice no PA00099405 | 49° 01′ 26″ nord, 1° 09′ 03″ est   |       |
| Église Saint-Jean-Baptiste                                                              | La Bazoche-Gouet              | Eure-et-Loir          | Centre-Val de Loire        | classé     | « PA00096967 », notice no PA00096967 | 48° 08′ 17″ nord, 0° 58′ 49″ est   |       |
| Église Saint-Valérien                                                                   | Châteaudun                    | Eure-et-Loir          | Centre-Val de Loire        | classé     | « PA00097028 », notice no PA00097028 | 48° 04′ 09″ nord, 1° 19′ 52″ est   |       |
| Église Saint-Jean-de-la-Chaîne                                                          | Châteaudun                    | Eure-et-Loir          | Centre-Val de Loire        | classé     | « PA00097025 », notice no PA00097025 | 48° 04′ 37″ nord, 1° 19′ 13″ est   |       |
| Église Saint-Pierre                                                                     | Courville-sur-Eure            | Eure-et-Loir          | Centre-Val de Loire        | classé     | « PA00097088 », notice no PA00097088 | 48° 26′ 54″ nord, 1° 14′ 50″ est   |       |
| Église Saint-Étienne de Garancières-en-Beauce                                           | Garancières-en-Beauce         | Eure-et-Loir          | Centre-Val de Loire        | classé     | « PA00097120 », notice no PA00097120 | 48° 26′ 05″ nord, 1° 55′ 12″ est   |       |
| Église Saint-Jacques d'Illiers-Combray                                                  | Illiers-Combray               | Eure-et-Loir          | Centre-Val de Loire        | classé     | « PA00097124 », notice no PA00097124 | 48° 17′ 58″ nord, 1° 14′ 41″ est   |       |
| Église Saint-Pierre de Blévy                                                            | Maillebois                    | Eure-et-Loir          | Centre-Val de Loire        | classé     | « PA00097143 », notice no PA00097143 | 48° 38′ 20″ nord, 1° 10′ 56″ est   |       |
| Église Notre-Dame de Nogent-le-Rotrou                                                   | Nogent-le-Rotrou              | Eure-et-Loir          | Centre-Val de Loire        | classé     | « PA00097174 », notice no PA00097174 | 48° 19′ 16″ nord, 0° 49′ 19″ est   |       |
| Église Saint-Georges-et-Saint-Gilles                                                    | Santeuil                      | Eure-et-Loir          | Centre-Val de Loire        | classé     | « PA00097209 », notice no PA00097209 | 48° 23′ 14″ nord, 1° 44′ 03″ est   |       |
| Église Saint-Denis                                                                      | Toury                         | Eure-et-Loir          | Centre-Val de Loire        | classé     | « PA00097228 », notice no PA00097228 | 48° 11′ 45″ nord, 1° 56′ 17″ est   |       |
| Église Saint-Maurice                                                                    | Villemeux-sur-Eure            | Eure-et-Loir          | Centre-Val de Loire        | classé     | « PA00097238 », notice no PA00097238 | 48° 40′ 29″ nord, 1° 27′ 44″ est   |       |
| Tour Vauban                                                                             | Camaret-sur-Mer               | Finistère             | Bretagne                   | classé     | « PA00089855 », notice no PA00089855 | 48° 16′ 48″ nord, 4° 35′ 30″ ouest |       |
| Calvaire et chapelle de Tronoën                                                         | Saint-Jean-Trolimon           | Finistère             | Bretagne                   | classé     | « PA00090420 », notice no PA00090420 | 47° 51′ 23″ nord, 4° 19′ 42″ ouest |       |
| Hôtel de ville d'Aramon                                                                 | Aramon                        | Gard                  | Occitanie                  | classé     | « PA00102960 », notice no PA00102960 | 43° 53′ 24″ nord, 4° 40′ 50″ est   |       |
| Église Saint-Bonnet de Saint-Bonnet-du-Gard                                             | Saint-Bonnet-du-Gard          | Gard                  | Occitanie                  | classé     | « PA00103197 », notice no PA00103197 | 43° 55′ 36″ nord, 4° 32′ 51″ est   |       |
| Église Saint-Laurent de Fleurance                                                       | Fleurance                     | Gers                  | Occitanie                  | classé     | « PA00094799 », notice no PA00094799 | 43° 50′ 59″ nord, 0° 39′ 52″ est   |       |
| Église Saint-Saturnin de Blaignac                                                       | Blaignac                      | Gironde               | Nouvelle-Aquitaine         | classé     | « PA00083145 », notice no PA00083145 | 44° 33′ 09″ nord, 0° 03′ 26″ ouest |       |
| Croix de cimetière de Blésignac                                                         | Blésignac                     | Gironde               | Nouvelle-Aquitaine         | classé     | « PA00083154 », notice no PA00083154 | 44° 46′ 30″ nord, 0° 15′ 29″ ouest |       |
| Église Saint-Pierre de Camiran                                                          | Camiran                       | Gironde               | Nouvelle-Aquitaine         | classé     | « PA00083505 », notice no PA00083505 | 44° 37′ 40″ nord, 0° 04′ 01″ ouest |       |
| Église Saint-Saturnin de Cardan                                                         | Cardan                        | Gironde               | Nouvelle-Aquitaine         | classé     | « PA00083507 », notice no PA00083507 | 44° 40′ 57″ nord, 0° 20′ 17″ ouest |       |
| Église Notre-Dame de Coimères                                                           | Coimères                      | Gironde               | Nouvelle-Aquitaine         | classé     | « PA00083523 », notice no PA00083523 | 44° 29′ 49″ nord, 0° 12′ 32″ ouest |       |
| Église Saint-Martin de Landiras                                                         | Landiras                      | Gironde               | Nouvelle-Aquitaine         | classé     | « PA00083584 », notice no PA00083584 | 44° 34′ 02″ nord, 0° 24′ 54″ ouest |       |
| Croix de cimetière                                                                      | Marcillac                     | Gironde               | Nouvelle-Aquitaine         | classé     | « PA00083615 », notice no PA00083615 | 45° 15′ 55″ nord, 0° 31′ 35″ ouest |       |
| Église Saint-Vincent de Marimbault                                                      | Marimbault                    | Gironde               | Nouvelle-Aquitaine         | classé     | « PA00083619 », notice no PA00083619 | 44° 24′ 39″ nord, 0° 16′ 07″ ouest |       |
| Croix de cimetière de Mauriac                                                           | Mauriac                       | Gironde               | Nouvelle-Aquitaine         | classé     | « PA00083624 », notice no PA00083624 | 44° 44′ 43″ nord, 0° 02′ 08″ ouest |       |
| Croix de cimetière de Nérigean                                                          | Nérigean                      | Gironde               | Nouvelle-Aquitaine         | classé     | « PA00083648 », notice no PA00083648 | 44° 50′ 31″ nord, 0° 17′ 19″ ouest |       |
| Croix de cimetière de Sadirac                                                           | Sadirac                       | Gironde               | Nouvelle-Aquitaine         | classé     | « PA00083706 », notice no PA00083706 | 44° 46′ 54″ nord, 0° 24′ 39″ ouest |       |
| Croix de cimetière de Saillans                                                          | Saillans                      | Gironde               | Nouvelle-Aquitaine         | classé     | « PA00083708 », notice no PA00083708 | 44° 57′ 30″ nord, 0° 16′ 27″ ouest |       |
| Église monolithe de Saint-Émilion                                                       | Saint-Émilion                 | Gironde               | Nouvelle-Aquitaine         | classé     | « PA00083731 », notice no PA00083731 | 44° 53′ 36″ nord, 0° 09′ 23″ ouest |       |
| Croix de cimetière de Saint-Pey-d'Armens                                                | Saint-Pey-d'Armens            | Gironde               | Nouvelle-Aquitaine         | classé     | « PA00083796 », notice no PA00083796 | 44° 51′ 21″ nord, 0° 06′ 49″ ouest |       |
| Croix de cimetière                                                                      | Saint-Vivien-de-Blaye         | Gironde               | Nouvelle-Aquitaine         | classé     | « PA00083812 », notice no PA00083812 | 45° 05′ 56″ nord, 0° 31′ 02″ ouest |       |
| Installation de bain romaine de Kœstlach                                                | Koestlach                     | Haut-Rhin             | Grand Est                  | classé     | « PA00085499 », notice no PA00085499 | 47° 30′ 22″ nord, 7° 16′ 42″ est   |       |
| Église Saint-Adrien de L'Isle-en-Dodon                                                  | L'Isle-en-Dodon               | Haute-Garonne         | Occitanie                  | classé     | « PA00094354 », notice no PA00094354 | 43° 22′ 51″ nord, 0° 50′ 12″ est   |       |
| Église Saint-Pierre d'Arlempdes                                                         | Arlempdes                     | Haute-Loire           | Auvergne-Rhône-Alpes       | classé     | « PA00092579 », notice no PA00092579 | 44° 51′ 56″ nord, 3° 55′ 22″ est   |       |
| Croix d'Arlempdes                                                                       | Arlempdes                     | Haute-Loire           | Auvergne-Rhône-Alpes       | classé     | « PA00092578 », notice no PA00092578 | 44° 51′ 52″ nord, 3° 55′ 19″ est   |       |
| Église Saint-Pierre d'Arlet                                                             | Arlet                         | Haute-Loire           | Auvergne-Rhône-Alpes       | classé     | « PA00092581 », notice no PA00092581 | 45° 06′ 59″ nord, 3° 25′ 10″ est   |       |
| Chapelle de Peyrusse                                                                    | Aubazat                       | Haute-Loire           | Auvergne-Rhône-Alpes       | classé     | « PA00092583 », notice no PA00092583 | 45° 08′ 21″ nord, 3° 26′ 15″ est   |       |
| Église Sainte-Foy de Bains                                                              | Bains                         | Haute-Loire           | Auvergne-Rhône-Alpes       | classé     | « PA00092593 », notice no PA00092593 | 45° 00′ 36″ nord, 3° 46′ 30″ est   |       |
| Croix de Blassac                                                                        | Blassac                       | Haute-Loire           | Auvergne-Rhône-Alpes       | classé     | « PA00092604 », notice no PA00092604 | 45° 10′ 15″ nord, 3° 24′ 03″ est   |       |
| Église Saint-Pierre de Blesle                                                           | Blesle                        | Haute-Loire           | Auvergne-Rhône-Alpes       | classé     | « PA00092608 », notice no PA00092608 | 45° 19′ 08″ nord, 3° 10′ 12″ est   |       |
| Église Saint-Barthélémy de Chaspuzac                                                    | Chaspuzac                     | Haute-Loire           | Auvergne-Rhône-Alpes       | classé     | « PA00092647 », notice no PA00092647 | 45° 04′ 06″ nord, 3° 45′ 00″ est   |       |
| Église Saint-Martin de Dunières                                                         | Dunières                      | Haute-Loire           | Auvergne-Rhône-Alpes       | classé     | « PA00092664 », notice no PA00092664 | 45° 13′ 04″ nord, 4° 20′ 30″ est   |       |
| Église Saint-Gal de Langeac                                                             | Langeac                       | Haute-Loire           | Auvergne-Rhône-Alpes       | classé     | « PA00092683 », notice no PA00092683 | 45° 05′ 58″ nord, 3° 29′ 53″ est   |       |
| Fontaine des Tables                                                                     | Le Puy-en-Velay               | Haute-Loire           | Auvergne-Rhône-Alpes       | classé     | « PA00092756 », notice no PA00092756 | 45° 02′ 44″ nord, 3° 52′ 58″ est   |       |
| Fontaine du Plot                                                                        | Le Puy-en-Velay               | Haute-Loire           | Auvergne-Rhône-Alpes       | classé     | « PA00092755 », notice no PA00092755 | 45° 02′ 36″ nord, 3° 52′ 58″ est   |       |
| Fontaine du Theron                                                                      | Le Puy-en-Velay               | Haute-Loire           | Auvergne-Rhône-Alpes       | classé     | « PA00092757 », notice no PA00092757 | 45° 02′ 36″ nord, 3° 53′ 12″ est   |       |
| Église Saint-Jean-Baptiste de Retournac                                                 | Retournac                     | Haute-Loire           | Auvergne-Rhône-Alpes       | classé     | « PA00092817 », notice no PA00092817 | 45° 12′ 12″ nord, 4° 01′ 57″ est   |       |
| Croix de Saint-Arcons-d'Allier                                                          | Saint-Arcons-d'Allier         | Haute-Loire           | Auvergne-Rhône-Alpes       | classé     | « PA00092828 », notice no PA00092828 | 45° 04′ 09″ nord, 3° 32′ 57″ est   |       |
| Église Saint-Christophe de Saint-Christophe-sur-Dolaison                                | Saint-Christophe-sur-Dolaison | Haute-Loire           | Auvergne-Rhône-Alpes       | classé     | « PA00092835 », notice no PA00092835 | 44° 59′ 52″ nord, 3° 49′ 12″ est   |       |
| Église Saint-Étienne de Saint-Étienne-Lardeyrol                                         | Saint-Etienne-Lardeyrol       | Haute-Loire           | Auvergne-Rhône-Alpes       | classé     | « PA00092838 », notice no PA00092838 | 45° 04′ 15″ nord, 4° 00′ 03″ est   |       |
| Église Saint-Germain de Saint-Germain-Laprade                                           | Saint-Germain-Laprade         | Haute-Loire           | Auvergne-Rhône-Alpes       | classé     | « PA00092848 », notice no PA00092848 | 45° 02′ 17″ nord, 3° 58′ 10″ est   |       |
| Château de Saint-Ilpize                                                                 | Saint-Ilpize                  | Haute-Loire           | Auvergne-Rhône-Alpes       | classé     | « PA00092853 », notice no PA00092853 | 45° 11′ 40″ nord, 3° 23′ 18″ est   |       |
| Église Saint-Julien de Saint-Julien-Chapteuil                                           | Saint-Julien-Chapteuil        | Haute-Loire           | Auvergne-Rhône-Alpes       | classé     | « PA00092858 », notice no PA00092858 | 45° 02′ 04″ nord, 4° 03′ 46″ est   |       |
| Enfeus de Saint-Paul-de-Tartas                                                          | Saint-Paul-de-Tartas          | Haute-Loire           | Auvergne-Rhône-Alpes       | classé     | « PA00092870 », notice no PA00092870 | 44° 48′ 10″ nord, 3° 54′ 40″ est   |       |
| Église Saint-Pierre de Saint-Pierre-Eynac                                               | Saint-Pierre-Eynac            | Haute-Loire           | Auvergne-Rhône-Alpes       | classé     | « PA00092875 », notice no PA00092875 | 45° 02′ 47″ nord, 4° 02′ 06″ est   |       |
| Croix de Lacussol                                                                       | Saint-Vidal                   | Haute-Loire           | Auvergne-Rhône-Alpes       | classé     | « PA00092882 », notice no PA00092882 | 45° 04′ 27″ nord, 3° 48′ 17″ est   |       |
| Église Saint-Vital de Saint-Vidal                                                       | Saint-Vidal                   | Haute-Loire           | Auvergne-Rhône-Alpes       | classé     | « PA00092884 », notice no PA00092884 | 45° 04′ 25″ nord, 3° 48′ 00″ est   |       |
| Tour des Anglais                                                                        | Saugues                       | Haute-Loire           | Auvergne-Rhône-Alpes       | classé     | « PA00092890 », notice no PA00092890 | 44° 57′ 36″ nord, 3° 32′ 50″ est   |       |
| Église Saint-Rémy de Vergezac                                                           | Vergezac                      | Haute-Loire           | Auvergne-Rhône-Alpes       | classé     | « PA00092914 », notice no PA00092914 | 45° 01′ 56″ nord, 3° 43′ 41″ est   |       |
| Bloc erratique sculpté d'Allinges                                                       | Allinges                      | Haute-Savoie          | Auvergne-Rhône-Alpes       | classé     | « PA00118338 », notice no PA00118338 | 46° 19′ 36″ nord, 6° 29′ 03″ est   |       |
| Pierre des Sacrifices                                                                   | Thonon-les-Bains              | Haute-Savoie          | Auvergne-Rhône-Alpes       | classé     | « PA00118462 », notice no PA00118462 | 46° 21′ 34″ nord, 6° 25′ 19″ est   |       |
| Collégiale Saint-Étienne d'Eymoutiers                                                   | Eymoutiers                    | Haute-Vienne          | Nouvelle-Aquitaine         | classé     | « PA00100306 », notice no PA00100306 | 45° 44′ 20″ nord, 1° 44′ 40″ est   |       |
| Pont Saint-Étienne                                                                      | Limoges                       | Haute-Vienne          | Nouvelle-Aquitaine         | classé     | « PA00100380 », notice no PA00100380 | 45° 49′ 45″ nord, 1° 16′ 15″ est   |       |
| Palais épiscopal                                                                        | Limoges                       | Haute-Vienne          | Nouvelle-Aquitaine         | classé     | « PA00100345 », notice no PA00100345 | 45° 49′ 42″ nord, 1° 15′ 58″ est   |       |
| Église Saint-Eutrope des Salles-Lavauguyon                                              | Les Salles-Lavauguyon         | Haute-Vienne          | Nouvelle-Aquitaine         | classé     | « PA00100498 », notice no PA00100498 | 45° 44′ 33″ nord, 0° 41′ 38″ est   |       |
| Église Saint-Nazaire et Saint-Celse de Brissac                                          | Brissac                       | Hérault               | Occitanie                  | classé     | « PA00103398 », notice no PA00103398 | 43° 52′ 40″ nord, 3° 42′ 08″ est   |       |
| Église Notre-Dame-des-Pins d'Espondeilhan                                               | Espondeilhan                  | Hérault               | Occitanie                  | classé     | « PA00103448 », notice no PA00103448 | 43° 26′ 11″ nord, 3° 15′ 27″ est   |       |
| Église de l'Assomption-de-Notre-Dame de Quarante                                        | Quarante                      | Hérault               | Occitanie                  | classé     | « PA00103679 », notice no PA00103679 | 43° 20′ 50″ nord, 2° 57′ 39″ est   |       |
| Collégiale Notre-Dame-de-Grâce de Sérignan                                              | Sérignan                      | Hérault               | Occitanie                  | classé     | « PA00103723 », notice no PA00103723 | 43° 16′ 54″ nord, 3° 17′ 03″ est   |       |
| Église Saint-Jean-Baptiste de Vias                                                      | Vias                          | Hérault               | Occitanie                  | classé     | « PA00103748 », notice no PA00103748 | 43° 18′ 45″ nord, 3° 25′ 01″ est   |       |
| Croix de cimetière                                                                      | Clayes                        | Ille-et-Vilaine       | Bretagne                   | classé     | « PA00090534 », notice no PA00090534 | 48° 10′ 34″ nord, 1° 51′ 10″ ouest |       |
| Croix de cimetière                                                                      | Nouvoitou                     | Ille-et-Vilaine       | Bretagne                   | classé     | « PA00090643 », notice no PA00090643 | 48° 02′ 30″ nord, 1° 32′ 49″ ouest |       |
| Croix de cimetière                                                                      | Noyal-Châtillon-sur-Seiche    | Ille-et-Vilaine       | Bretagne                   | classé     | « PA00090645 », notice no PA00090645 | 48° 02′ 35″ nord, 1° 39′ 46″ ouest |       |
| Croix de cimetière                                                                      | Saint-Gilles                  | Ille-et-Vilaine       | Bretagne                   | classé     | « PA00090783 », notice no PA00090783 | 48° 09′ 14″ nord, 1° 49′ 46″ ouest |       |
| Château du Grand-Pressigny                                                              | Le Grand-Pressigny            | Indre-et-Loire        | Centre-Val de Loire        | classé     | « PA00097768 », notice no PA00097768 | 46° 55′ 18″ nord, 0° 48′ 12″ est   |       |
| Église Saint-Jean-Baptiste                                                              | Crémieu                       | Isère                 | Auvergne-Rhône-Alpes       | classé     | « PA00117155 », notice no PA00117155 | 45° 43′ 30″ nord, 5° 15′ 04″ est   |       |
| Église Saint-Georges de Saint-Geoire-en-Valdaine                                        | Saint-Geoire-en-Valdaine      | Isère                 | Auvergne-Rhône-Alpes       | classé     | « PA00117251 », notice no PA00117251 | 45° 27′ 21″ nord, 5° 38′ 14″ est   |       |
| Croix de chemin de Bans                                                                 | Bans                          | Jura                  | Bourgogne-Franche-Comté    | classé     | « PA00101812 », notice no PA00101812 | 46° 58′ 58″ nord, 5° 34′ 58″ est   |       |
| Fontaine de Baume-les-Messieurs                                                         | Baume-les-Messieurs           | Jura                  | Bourgogne-Franche-Comté    | classé     | « PA00101815 », notice no PA00101815 | 46° 42′ 45″ nord, 5° 38′ 03″ est   |       |
| Croix de Chemilla                                                                       | Chemilla                      | Jura                  | Bourgogne-Franche-Comté    | classé     | « PA00101827 », notice no PA00101827 | 46° 21′ 32″ nord, 5° 33′ 36″ est   |       |
| Croix de chemin de Mignovillard                                                         | Mignovillard                  | Jura                  | Bourgogne-Franche-Comté    | classé     | « PA00101952 », notice no PA00101952 | 46° 47′ 14″ nord, 6° 06′ 36″ est   |       |
| Croix de Moissey                                                                        | Moissey                       | Jura                  | Bourgogne-Franche-Comté    | classé     | « PA00101955 », notice no PA00101955 | 47° 11′ 48″ nord, 5° 31′ 26″ est   |       |
| Prieuré de Mennetou-sur-Cher                                                            | Mennetou-sur-Cher             | Loir-et-Cher          | Centre-Val de Loire        | classé     | « PA00098482 », notice no PA00098482 | 47° 16′ 07″ nord, 1° 52′ 03″ est   |       |
| Croix de Puiseaux                                                                       | Puiseaux                      | Loiret                | Centre-Val de Loire        | classé     | « PA00098993 », notice no PA00098993 | 48° 12′ 33″ nord, 2° 28′ 30″ est   |       |
| Archidiaconé                                                                            | Cahors                        | Lot                   | Occitanie                  | classé     | « PA00094996 », notice no PA00094996 | 44° 26′ 49″ nord, 1° 26′ 37″ est   |       |
| Abbaye Saint-Serge d'Angers                                                             | Angers                        | Maine-et-Loire        | Pays de la Loire           | classé     | « PA00108863 », notice no PA00108863 | 47° 28′ 22″ nord, 0° 32′ 46″ ouest |       |
| Palais du Tau                                                                           | Angers                        | Maine-et-Loire        | Pays de la Loire           | classé     | « PA00108880 », notice no PA00108880 | 47° 28′ 03″ nord, 0° 33′ 15″ ouest |       |
| Église Notre-Dame                                                                       | Montreuil-Bellay              | Maine-et-Loire        | Pays de la Loire           | classé     | « PA00109197 », notice no PA00109197 | 47° 07′ 59″ nord, 0° 09′ 14″ ouest |       |
| Pierres pouquelées                                                                      | Vauville                      | Manche                | Normandie                  | classé     | « PA00110635 », notice no PA00110635 | 49° 38′ 59″ nord, 1° 51′ 15″ ouest |       |
| Palais du Tau                                                                           | Reims                         | Marne                 | Grand Est                  | classé     | « PA00078774 », notice no PA00078774 | 49° 15′ 12″ nord, 4° 02′ 05″ est   |       |
| Église Saint-Étienne de Nomeny                                                          | Nomeny                        | Meurthe-et-Moselle    | Grand Est                  | classé     | « PA00106324 », notice no PA00106324 | 48° 53′ 20″ nord, 6° 13′ 32″ est   |       |
| Église Saint-Gorgon de Varangéville                                                     | Varangéville                  | Meurthe-et-Moselle    | Grand Est                  | classé     | « PA00106426 », notice no PA00106426 | 48° 37′ 59″ nord, 6° 18′ 55″ est   |       |
| Église Saints-Côme-et-Damien de Vézelise                                                | Vézelise                      | Meurthe-et-Moselle    | Grand Est                  | classé     | « PA00106430 », notice no PA00106430 | 48° 29′ 11″ nord, 6° 05′ 14″ est   |       |
| Église Saint-Étienne de Saint-Mihiel                                                    | Saint-Mihiel                  | Meuse                 | Grand Est                  | classé     | « PA00106615 », notice no PA00106615 | 48° 53′ 15″ nord, 5° 32′ 50″ est   |       |
| Cathédrale Notre-Dame                                                                   | Verdun                        | Meuse                 | Grand Est                  | classé     | « PA00106656 », notice no PA00106656 | 49° 09′ 34″ nord, 5° 22′ 56″ est   |       |
| Église Saint-Hilaire de Challement                                                      | Challement                    | Nièvre                | Bourgogne-Franche-Comté    | classé     | « PA00112819 », notice no PA00112819 | 47° 18′ 51″ nord, 3° 35′ 16″ est   |       |
| Église Saint-Pierre de Dampierre-sous-Bouhy                                             | Dampierre-sous-Bouhy          | Nièvre                | Bourgogne-Franche-Comté    | classé     | « PA00112871 », notice no PA00112871 | 47° 29′ 56″ nord, 3° 08′ 08″ est   |       |
| Église Saint-Andoche d'Héry                                                             | Héry                          | Nièvre                | Bourgogne-Franche-Comté    | classé     | « PA00112902 », notice no PA00112902 | 47° 15′ 42″ nord, 3° 34′ 43″ est   |       |
| Église Saint-Marcel de Narcy                                                            | Narcy                         | Nièvre                | Bourgogne-Franche-Comté    | classé     | « PA00112929 », notice no PA00112929 | 47° 14′ 11″ nord, 3° 04′ 06″ est   |       |
| Église Saint-Fiacre d'Ourouër                                                           | Ourouër                       | Nièvre                | Bourgogne-Franche-Comté    | classé     | « PA00112980 », notice no PA00112980 | 47° 03′ 33″ nord, 3° 18′ 22″ est   |       |
| Commanderie de Villemoison                                                              | Saint-Père                    | Nièvre                | Bourgogne-Franche-Comté    | classé     | « PA00113010 », notice no PA00113010 | 47° 24′ 34″ nord, 2° 59′ 07″ est   |       |
| Église Saint-Pierre-du-Trépas de Saint-Père                                             | Saint-Père                    | Nièvre                | Bourgogne-Franche-Comté    | classé     | « PA00113011 », notice no PA00113011 | 47° 24′ 42″ nord, 2° 57′ 41″ est   |       |
| Château de Saint-Vérain                                                                 | Saint-Vérain                  | Nièvre                | Bourgogne-Franche-Comté    | classé     | « PA00113020 », notice no PA00113020 | 47° 28′ 47″ nord, 3° 03′ 11″ est   |       |
| Mont de Piété de Bergues                                                                | Bergues                       | Nord                  | Hauts-de-France            | classé     | « PA00107374 », notice no PA00107374 | 50° 58′ 09″ nord, 2° 25′ 49″ est   |       |
| Église Saint-Martin de Bergues                                                          | Bergues                       | Nord                  | Hauts-de-France            | classé     | « PA00107368 », notice no PA00107368 | 50° 58′ 07″ nord, 2° 25′ 51″ est   |       |
| Église Saint-Jacques                                                                    | Compiègne                     | Oise                  | Hauts-de-France            | classé     | « PA00114614 », notice no PA00114614 | 49° 25′ 01″ nord, 2° 49′ 40″ est   |       |
| Église Saint-Martin de Versigny                                                         | Versigny                      | Oise                  | Hauts-de-France            | classé     | « PA00114951 », notice no PA00114951 | 49° 09′ 30″ nord, 2° 45′ 41″ est   |       |
| Église Notre-Dame d'Écouché                                                             | Ecouché                       | Orne                  | Normandie                  | classé     | « PA00110798 », notice no PA00110798 | 48° 43′ 04″ nord, 0° 07′ 33″ ouest |       |
| Château de Flers                                                                        | Flers                         | Orne                  | Normandie                  | classé     | « PA00110807 », notice no PA00110807 | 48° 45′ 03″ nord, 0° 34′ 32″ ouest |       |
| Barrière du Trône                                                                       | 11e arrondissement de Paris   | Paris                 | Île-de-France              | classé     | « PA00086524 », notice no PA00086524 | 48° 50′ 53″ nord, 2° 23′ 55″ est   |       |
| Barrière du Trône                                                                       | 12e arrondissement de Paris   | Paris                 | Île-de-France              | classé     | « PA00086560 », notice no PA00086560 | 48° 50′ 53″ nord, 2° 23′ 54″ est   |       |
| Barrière d'Enfer                                                                        | 14e arrondissement de Paris   | Paris                 | Île-de-France              | classé     | « PA00086609 », notice no PA00086609 | 48° 50′ 02″ nord, 2° 19′ 55″ est   |       |
| Rotonde de la Villette                                                                  | 19e arrondissement de Paris   | Paris                 | Île-de-France              | classé     | « PA00086761 », notice no PA00086761 | 48° 53′ 00″ nord, 2° 22′ 10″ est   |       |
| Église Notre-Dame-de-l'Assomption                                                       | 1er arrondissement de Paris   | Paris                 | Île-de-France              | classé     | « PA00085794 », notice no PA00085794 | 48° 52′ 03″ nord, 2° 19′ 32″ est   |       |
| Temple de l'Oratoire du Louvre                                                          | 1er arrondissement de Paris   | Paris                 | Île-de-France              | classé     | « PA00085789 », notice no PA00085789 | 48° 51′ 42″ nord, 2° 20′ 24″ est   |       |
| Ancienne faculté de médecine, actuellement Maison des Étudiants                         | 5e arrondissement de Paris    | Paris                 | Île-de-France              | classé     | « PA00088426 », notice no PA00088426 | 48° 51′ 06″ nord, 2° 20′ 54″ est   |       |
| Parc Monceau                                                                            | 8e arrondissement de Paris    | Paris                 | Île-de-France              | classé     | « PA00088879 », notice no PA00088879 | 48° 52′ 45″ nord, 2° 18′ 33″ est   |       |
| Abbaye Saint-Vaast                                                                      | Arras                         | Pas-de-Calais         | Hauts-de-France            | classé     | « PA00107962 », notice no PA00107962 | 50° 17′ 31″ nord, 2° 46′ 24″ est   |       |
| Église Saint-Bonnet de Chastreix                                                        | Chastreix                     | Puy-de-Dôme           | Auvergne-Rhône-Alpes       | classé     | « PA00091963 », notice no PA00091963 | 45° 30′ 45″ nord, 2° 44′ 03″ est   |       |
| Église Notre-Dame-de-l'Assomption du Crest                                              | Le Crest                      | Puy-de-Dôme           | Auvergne-Rhône-Alpes       | classé     | « PA00092101 », notice no PA00092101 | 45° 41′ 12″ nord, 3° 07′ 28″ est   |       |
| Église Notre-Dame de Marsac-en-Livradois                                                | Marsac-en-Livradois           | Puy-de-Dôme           | Auvergne-Rhône-Alpes       | classé     | « PA00092172 », notice no PA00092172 | 45° 28′ 44″ nord, 3° 43′ 44″ est   |       |
| Croix d'Orcet                                                                           | Orcet                         | Puy-de-Dôme           | Auvergne-Rhône-Alpes       | classé     | « PA00092228 », notice no PA00092228 | 45° 42′ 06″ nord, 3° 09′ 51″ est   |       |
| Église Sainte-Madeleine d'Orsonnette                                                    | Orsonnette                    | Puy-de-Dôme           | Auvergne-Rhône-Alpes       | classé     | « PA00092233 », notice no PA00092233 | 45° 28′ 30″ nord, 3° 17′ 55″ est   |       |
| Église Saint-Barthélémy de Saint-Amant-Roche-Savine                                     | Saint-Amant-Roche-Savine      | Puy-de-Dôme           | Auvergne-Rhône-Alpes       | classé     | « PA00092337 », notice no PA00092337 | 45° 34′ 35″ nord, 3° 37′ 52″ est   |       |
| Pont médiéval de Saurier                                                                | Saurier                       | Puy-de-Dôme           | Auvergne-Rhône-Alpes       | classé     | « PA00092406 », notice no PA00092406 | 45° 32′ 23″ nord, 3° 02′ 41″ est   |       |
| Château du Pirou                                                                        | Thiers                        | Puy-de-Dôme           | Auvergne-Rhône-Alpes       | classé     | « PA00092433 », notice no PA00092433 | 45° 51′ 15″ nord, 3° 32′ 52″ est   |       |
| Château de Marracq                                                                      | Bayonne                       | Pyrénées-Atlantiques  | Nouvelle-Aquitaine         | classé     | « PA00084330 », notice no PA00084330 | 43° 28′ 47″ nord, 1° 29′ 01″ ouest |       |
| Église de l'Assomption de la Vierge de Toulouges                                        | Toulouges                     | Pyrénées-Orientales   | Occitanie                  | classé     | « PA00104143 », notice no PA00104143 | 42° 40′ 17″ nord, 2° 49′ 50″ est   |       |
| Tour de Ganne                                                                           | Grez-sur-Loing                | Seine-et-Marne        | Île-de-France              | classé     | « PA00087017 », notice no PA00087017 | 48° 18′ 59″ nord, 2° 41′ 31″ est   |       |
| Église Notre-Dame-et-Saint-Laurent de Grez-sur-Loing                                    | Grez-sur-Loing                | Seine-et-Marne        | Île-de-France              | classé     | « PA00087018 », notice no PA00087018 | 48° 18′ 56″ nord, 2° 41′ 28″ est   |       |
| Croix de chemin d'Hattenville                                                           | Hattenville                   | Seine-Maritime        | Normandie                  | classé     | « PA00100691 », notice no PA00100691 | 49° 39′ 31″ nord, 0° 32′ 25″ est   |       |
| Église Saint-Sépulcre                                                                   | Abbeville                     | Somme                 | Hauts-de-France            | classé     | « PA00116018 », notice no PA00116018 | 50° 06′ 33″ nord, 1° 50′ 14″ est   |       |
| Abbaye de Valloires                                                                     | Argoules                      | Somme                 | Hauts-de-France            | classé     | « PA00116080 », notice no PA00116080 | 50° 20′ 55″ nord, 1° 49′ 08″ est   |       |
| Église Saint-Médard de Blangy-sous-Poix                                                 | Blangy-sous-Poix              | Somme                 | Hauts-de-France            | classé     | « PA00116100 », notice no PA00116100 | 49° 45′ 48″ nord, 2° 00′ 27″ est   |       |
| Abbaye de Corbie (Porche)                                                               | Corbie                        | Somme                 | Hauts-de-France            | classé     | « PA00116122 », notice no PA00116122 | 49° 54′ 32″ nord, 2° 30′ 37″ est   |       |
| Ancienne collégiale Saint-Etienne de Corbie                                             | Corbie                        | Somme                 | Hauts-de-France            | classé     | « PA00116124 », notice no PA00116124 | 49° 54′ 34″ nord, 2° 30′ 33″ est   |       |
| Église Sainte-Benoîte de Falvy                                                          | Falvy                         | Somme                 | Hauts-de-France            | classé     | « PA00116151 », notice no PA00116151 | 49° 49′ 17″ nord, 2° 57′ 29″ est   |       |
| Église Sainte-Marguerite d'Hangest-sur-Somme                                            | Hangest-sur-Somme             | Somme                 | Hauts-de-France            | classé     | « PA00116174 », notice no PA00116174 | 49° 58′ 47″ nord, 2° 03′ 54″ est   |       |
| Église Saint-Sulpice d'Huppy                                                            | Huppy                         | Somme                 | Hauts-de-France            | classé     | « PA00116184 », notice no PA00116184 | 50° 01′ 38″ nord, 1° 46′ 04″ est   |       |
| Église Saint-Jean-Baptiste de Péronne                                                   | Péronne                       | Somme                 | Hauts-de-France            | classé     | « PA00116215 », notice no PA00116215 | 49° 55′ 45″ nord, 2° 56′ 06″ est   |       |
| Porte de Nevers                                                                         | Saint-Valery-sur-Somme        | Somme                 | Hauts-de-France            | classé     | « PA00116252 », notice no PA00116252 | 50° 11′ 18″ nord, 1° 37′ 52″ est   |       |
| Porte Guillaume                                                                         | Saint-Valery-sur-Somme        | Somme                 | Hauts-de-France            | classé     | « PA00116251 », notice no PA00116251 | 50° 11′ 20″ nord, 1° 37′ 34″ est   |       |
| Maison du Grand Écuyer                                                                  | Cordes-sur-Ciel               | Tarn                  | Occitanie                  | classé     | « PA00095538 », notice no PA00095538 | 44° 03′ 49″ nord, 1° 56′ 58″ est   |       |
| Château, actuellement musée d'Art et d'Histoire, et enceinte urbaine                    | Belfort                       | Territoire de Belfort | Bourgogne-Franche-Comté    | classé     | « PA00101142 », notice no PA00101142 | 47° 38′ 11″ nord, 6° 51′ 54″ est   |       |
| Croix de Nesles-la-Vallée                                                               | Nesles-la-Vallée              | Val-d'Oise            | Île-de-France              | classé     | « PA00080138 », notice no PA00080138 | 49° 07′ 33″ nord, 2° 11′ 05″ est   |       |
| Église Saint-Raphaël de Saint-Raphaël                                                   | Saint-Raphaël                 | Var                   | Provence-Alpes-Côte d'Azur | classé     | « PA00081714 », notice no PA00081714 | 43° 25′ 33″ nord, 6° 46′ 10″ est   |       |
| Hôtel de ville d'Orange                                                                 | Orange                        | Vaucluse              | Provence-Alpes-Côte d'Azur | classé     | « PA00082105 », notice no PA00082105 | 44° 08′ 14″ nord, 4° 48′ 29″ est   |       |
| Saint-Pantaléon                                                                         | Saint-Pantaléon               | Vaucluse              | Provence-Alpes-Côte d'Azur | classé     | « PA00082150 », notice no PA00082150 | 43° 52′ 56″ nord, 5° 12′ 51″ est   |       |
| Église Notre-Dame de La Roche-Posay                                                     | La Roche-Posay                | Vienne                | Nouvelle-Aquitaine         | classé     | « PA00105669 », notice no PA00105669 | 46° 47′ 13″ nord, 0° 48′ 57″ est   |       |
| Église Saint-Pierre-et-Saint-Paul d'Usson-du-Poitou                                     | Usson-du-Poitou               | Vienne                | Nouvelle-Aquitaine         | classé     | « PA00105749 », notice no PA00105749 | 46° 16′ 44″ nord, 0° 31′ 44″ est   |       |
| Église Saint-Georges du Vigeant                                                         | Le Vigeant                    | Vienne                | Nouvelle-Aquitaine         | classé     | « PA00105773 », notice no PA00105773 | 46° 13′ 29″ nord, 0° 38′ 58″ est   |       |
| Église Saint-Jean-Baptiste de La Villedieu-du-Clain                                     | La Villedieu-du-Clain         | Vienne                | Nouvelle-Aquitaine         | classé     | « PA00105775 », notice no PA00105775 | 46° 27′ 21″ nord, 0° 22′ 03″ est   |       |
| Croix de Solana                                                                         | Balléville                    | Vosges                | Grand Est                  | classé     | « PA00107088 », notice no PA00107088 | 48° 19′ 50″ nord, 5° 50′ 59″ est   |       |
| Église Saint-Laurent                                                                    | Châtel-sur-Moselle            | Vosges                | Grand Est                  | classé     | « PA00107106 », notice no PA00107106 | 48° 18′ 49″ nord, 6° 23′ 37″ est   |       |
| Église Saint-Brice                                                                      | Dombrot-le-Sec                | Vosges                | Grand Est                  | classé     | « PA00107129 », notice no PA00107129 | 48° 08′ 40″ nord, 5° 54′ 36″ est   |       |
| Croix de chemin                                                                         | Évaux-et-Ménil                | Vosges                | Grand Est                  | classé     | « PA00107166 », notice no PA00107166 | 48° 19′ 36″ nord, 6° 17′ 51″ est   |       |
| Église Saint-Remy                                                                       | Godoncourt                    | Vosges                | Grand Est                  | classé     | « PA00107178 », notice no PA00107178 | 47° 59′ 54″ nord, 5° 55′ 16″ est   |       |
| Croix d'Imbrécourt                                                                      | Vouxey                        | Vosges                | Grand Est                  | classé     | « PA00107322 », notice no PA00107322 | 48° 21′ 32″ nord, 5° 49′ 29″ est   |       |
| Église Saint-Loup de Brienon-sur-Armançon                                               | Brienon-sur-Armançon          | Yonne                 | Bourgogne-Franche-Comté    | classé     | « PA00113626 », notice no PA00113626 | 47° 59′ 31″ nord, 3° 37′ 03″ est   |       |
| Église Saint-Laurent de Michery                                                         | Michery                       | Yonne                 | Bourgogne-Franche-Comté    | classé     | « PA00113741 », notice no PA00113741 | 48° 18′ 35″ nord, 3° 14′ 02″ est   |       |
| Église Notre-Dame de Pont-sur-Yonne                                                     | Pont-sur-Yonne                | Yonne                 | Bourgogne-Franche-Comté    | classé     | « PA00113790 », notice no PA00113790 | 48° 17′ 15″ nord, 3° 12′ 15″ est   |       |
| Église Saint-Ferréol de Saint-Fargeau                                                   | Saint-Fargeau                 | Yonne                 | Bourgogne-Franche-Comté    | classé     | « PA00113812 », notice no PA00113812 | 47° 38′ 25″ nord, 3° 04′ 27″ est   |       |
| Église de Saint-Privé                                                                   | Saint-Privé                   | Yonne                 | Bourgogne-Franche-Comté    | classé     | « PA00113838 », notice no PA00113838 | 47° 40′ 59″ nord, 2° 59′ 56″ est   |       |